# Rivière, Pas-de-Calais

Rivière este o comună în departamentul Pas-de-Calais, Franța. În 1 ianuarie 2022 avea o populație de 1.124 de locuitori.